# Ary Renan
Cornélis o Cornelius-Ary Renan (París, 28 de octubre de 1857-4 de agosto de 1900), más conocido como Ary Renan, fue un pintor y grabador, poeta, escritor y activista político francés, hijo primogénito y único varón de Ernest Renan y nieto por línea materna del también pintor de origen neerlandés Henry Scheffer, hermano de Ary Scheffer.
Pese a padecer desde la infancia graves limitaciones motoras a causa de lo que se conoce en Medicina con el nombre de «enanismo primordial», viajó en varias ocasiones (frecuentemente acompañando a su padre) por Oriente Próximo (Siria, Palestina y Líbano), Argelia (Tlemecén), Túnez (Kairuán), Italia (Ischia, Torcello, Venecia)…; lo que le permitió tener conocimiento de diversas cultura. Pasó también largas temporadas en Bretaña.

[…] el contraste era cruel entra la belleza de su ser moral y lo enfermizo de su ser físico, al que la naturaleza hacía pagar –por no decir expiar–, bien pronto, la dicha de un nacimiento, la nobleza de un corazón y las más raras capacidades. Después, en sus últimos tiempos, el sufrimiento acabará por invadirlo, hasta aniquilar completamente su pobre cuerpo contrahecho. El coraje, la infinita dignidad con que soportó sus dolencias, hacen aún más lamentable su pérdida, ya que, a pesar de tan graves obstáculos, parecía especialmente dotado para producir nobles trabajos y conquistar profundas simpatías.

Alexandre, Arsène (6 ago. 1900). «Ary RENAN». Le Figaro (218): 5.

En lo político, intervino en la fundación de la Ligue des Bleus de Bretagne (1899), de naturaleza radical, y el famoso Caso Dreyfus.
En cuanto a su producción literaria, destacan su obra sobre Gustave Moreau, trabajos de Arte y Estética, relatos de viajes, así como cartas y numerosos poemas. Colaboró asiduamente en la Gazette des Beaux-Arts y Le Temps.

## Datos biográficos
Ary es bautizado en Saint-Thomas-d'Aquin el 11 de noviembre de 1857. Renan, que asiste a la ceremonia, le expresa al abate Saint-René Taillandier su deseo de que «[…] rece a Dios para que este niño llegue a ser tan piadoso como una vez fue su padre».
Estudia en la Escuela de Bellas Artes de París con Jules-Élie Delaunay y Pierre Puvis de Chavannes, antiguo alumno de su abuelo. Por estos primeros años, entabla una estrecha amistad con Gustave Moreau, con quien comparte la atracción por un mundo de seres fantásticos –como ninfas, monstruos o quimeras–, inspirado en mitos y leyendas de la Antigüedad clásica y, en su caso, en una especie de «llamativo tríptico» formado por Oriente, sus propios sueños y símbolos y «la melancolía de su Bretaña». Por el contrario, sus retratos, especialmente el de Madame Jules François Dietz (1900. Museo de Orsay), muestran sobre todo la influencia de Édouard Manet y otros pintores de la época.
Comienza a exponer en 1880. Así, su obra Le plongeur (conocida igualmente como Le pêcheur de corail) fue presentada en el Salón de París de 1882 [el Museo de Bellas Artes de Quimper adquirió en diciembre de 2015 un boceto a lápiz (17 x 10 cm) de este cuadro por un importe de 1200 euros].
En el verano de 1884, junto con Jacques Émile Blanche, organiza y expone en el primer Salón de los Independientes en la Galería Georges Petit de París.
Domingo, 2 de octubre de 1892
A las seis de la mañana, fallece Ernest Renan. Firman la correspondiente declaración «[…] Cornélis-Ary Renan, de treinta y cuatro años, artista pintor, domiciliado en el Collège de France –hijo–, y Henri-Isidore Renan, de cuarenta y seis años, astrónomo del Observatorio, domiciliado en el n.º 19 de la rue Soufflot –sobrino–…»
En 1895, es nombrado caballero de la Legión de Honor.
Con Armand Dayot, Yves Le Febvre, Jean Boucher y otros, funda en 1899 la denominada Ligue des Bleus de Bretagne, de carácter anticlerical, frente al conservadurismo de la Unión Regionalista Bretona, creada unos meses antes.
Noviembre de 1896

El espejismo
Partir miré esta tarde, en un mar ceniciento,
como tropel de abejas, brillantes y ligeras,
los bergantines de oro, las cándidas galeras,
de cada fondeadero del golfo, en un momento.

La escuadra iba inclinando con suave movimiento
sus mástiles ornados de flores y banderas,
y hacia el venturoso país de las quimeras
zarpó, sin coger rizos, puesta la barra al viento.
Ya se perdió a lo lejos cual pálido espejismo;
nube de rayos llena nos ocultó el abismo
donde el naufragio ejerce sus hórridas venganzas;

y mientras, en la playa, sobre los rotos leños,
lloraba mis deseos, mis vagas esperanzas
que se ha llevado a bordo la flota de mis sueños.

Ary Renan [trad. al español de Justo Sierra] (15 nov. 1896). El Mundo (México): 306.

Gustave Moreau (1826-1898)

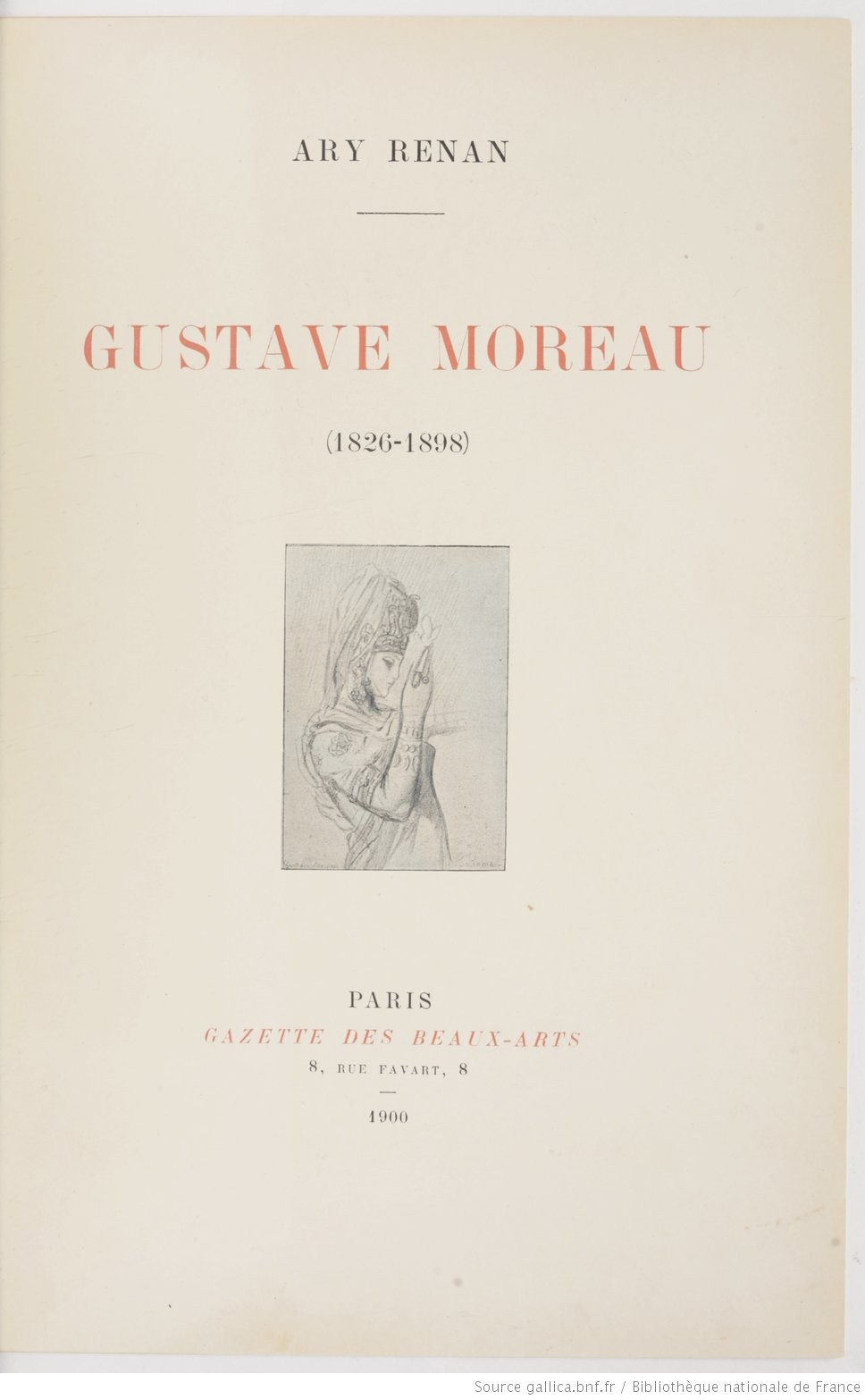
Cubierta de la obra Gustave Moreau (1826-1898) (Paris: Gazette des Beaux-Arts; ed. de 1900).

A finales de 1899, Le Figaro se hace eco de la publicación de una de sus últimas obras:

Un libro de Arte que puede ser también un regalo de año nuevo.

Monsieur Renan acaba de reunir en un volumen editado por la Gazette des Beaux-Arts los notables artículos que ha ido publicando sobre Gustave Moreau en esta revista. Nadie mejor que Ary Renan para estudiar y hacer valorar la obra tan concienzuda, de una filosofía tan profunda, de este artista. Moreau era sobre todo, como dice la crítica, «el pintor de la idea». Una a una, estudia sus obras, destacando no solo la belleza que todo el mundo puede ver, sino penetrando más allá de cada una de ellas, iniciándonos en la intimidad intelectual del artista, mostrándonos los quehaceres de su pensamiento, los caminos que ha seguido y reanudado una y otra vez, hasta lograr su entera satisfacción.

Gille, Philippe (25 dic. 1899). «LA VIE LITTÉRAIRE – Les Livres d'Etrennes». Le Figaro (359): 5.

Al año siguiente, «muere prematuramente tras una lenta agonía» sin dejar descendencia.

Una dolorosa noticia:

El hijo de Ernest Renan y nieto de Ary Scheffer [sic], Ary Renan, sucumbió ayer por la mañana a la cruel enfermedad que lo minaba desde hacía muchos meses.
Solo tenía cuarenta y tres años –media vida–, pese a lo cual deja un nombre en el arte y la literatura: en el arte, como uno de los pintores más delicados y encantadores; en la literatura, como uno de los escritores más distinguidos, que recuerda por su estilo y claridad las grandes cualidades de su ilustre padre.
Había publicado entre otros Paysages d'Orient y un volumen sobre Gustave Moreau, que fue su maestro junto con Puvis de Chavannes y Delaunay. Ary Renan deja también preciosas páginas como crítico de arte en esa hermosa colección, tan buscada, que es la Gazette des
Beaux-Art.

Era hermano de madame Psichari.

[Sin indicación del autor] (5 ago. 1900). «A Travers Paris». Le Figaro (217): 1.

### Ary Renan y elCaso Dreyfus
Por primera vez desde sus comienzos en La Revue Hebdomadaire, Paul Dukas no tiene que escribir en una temporada. Esto le permite pasar tres semanas en Bretaña –del 20 de agosto al 13 de septiembre de 1897–, acompañado por Ary Renan. Visitan Perros-Guirec, Morlaix… y especialmente Île-de-Bréhat.
De la complicidad entre ambos artistas, nace pronto una fluida comunicación que hace de Ary un «dreyfusista» convencido. De esta forma, el 17 de enero de 1898, firma el manifiesto que exige la revisión del proceso de 1894. Las declaraciones de Zola le escandalizan profundamente:

Aquí todo el mundo, en mi casa, a mi alrededor, me aflige amargamente. Al menos, estoy seguro de que nuestras opiniones han ido siempre al unísono. Soy feliz en mi derrota. ¡Ánimo!

Finalmente, suscribe también la demanda de 25 de noviembre de 1898 en que se solicita la suspensión del consejo de guerra incoado contra el coronel Picquart.

### Ancestros
| Ary (28 oct. 1857-4 ago. 1900) Ernestine (1859-1860) Noémie (1 mar. 1862-6 ago. 1943) | Padre: Joseph Ernest Renan (28 feb. 1823-2 oct. 1892)     | Abuelo paterno: Philibert François Renan (7 abr. 1774-jul. 1828)    | Bisabuelo paterno: Alain Renan (24 jul. 1738-31 mar. 1818)                                                           |
| Ary (28 oct. 1857-4 ago. 1900) Ernestine (1859-1860) Noémie (1 mar. 1862-6 ago. 1943) | Padre: Joseph Ernest Renan (28 feb. 1823-2 oct. 1892)     | Abuelo paterno: Philibert François Renan (7 abr. 1774-jul. 1828)    | Bisabuelas paternas: Marguerite Renée Le Maître (1738-22 may. 1785) Marie Jeanne Le Saint (9 oct. 1768-21 ene. 1806) |
| Ary (28 oct. 1857-4 ago. 1900) Ernestine (1859-1860) Noémie (1 mar. 1862-6 ago. 1943) | Padre: Joseph Ernest Renan (28 feb. 1823-2 oct. 1892)     | Abuela paterna: Magdeleine-Joseph Feger-Lasbleiz (7 jun. 1783-1868) | Bisabuelo paterno: Joseph-Marie Féger (m. dic. 1790)                                                                 |
| Ary (28 oct. 1857-4 ago. 1900) Ernestine (1859-1860) Noémie (1 mar. 1862-6 ago. 1943) | Padre: Joseph Ernest Renan (28 feb. 1823-2 oct. 1892)     | Abuela paterna: Magdeleine-Joseph Feger-Lasbleiz (7 jun. 1783-1868) | Bisabuelas paternas: Claire-Jeanne-Gillette Cadillan                                                                 |
| Ary (28 oct. 1857-4 ago. 1900) Ernestine (1859-1860) Noémie (1 mar. 1862-6 ago. 1943) | Madre: Cornélie-Henriette Scheffer (c. 1833-22 may. 1894) | Abuelo materno: Henry Scheffer (25 sep. 1798-15 mar. 1862)          | Bisabuelo materno: Johan Bernard Scheffer (1 ene. 1765-30 may. 1809)                                                 |
| Ary (28 oct. 1857-4 ago. 1900) Ernestine (1859-1860) Noémie (1 mar. 1862-6 ago. 1943) | Madre: Cornélie-Henriette Scheffer (c. 1833-22 may. 1894) | Abuelo materno: Henry Scheffer (25 sep. 1798-15 mar. 1862)          | Bisabuela materna: Cornelia [Scheffer] Lamme (23 abr. 1769-4 jul. 1839)                                              |
| Ary (28 oct. 1857-4 ago. 1900) Ernestine (1859-1860) Noémie (1 mar. 1862-6 ago. 1943) | Madre: Cornélie-Henriette Scheffer (c. 1833-22 may. 1894) | Abuela materna: Adélaide Rousseau (1798-1862)                       | Bisabuelo materno: [?]                                                                                               |
| Ary (28 oct. 1857-4 ago. 1900) Ernestine (1859-1860) Noémie (1 mar. 1862-6 ago. 1943) | Madre: Cornélie-Henriette Scheffer (c. 1833-22 may. 1894) | Abuela materna: Adélaide Rousseau (1798-1862)                       | Bisabuela materna: [?]                                                                                               |

## Obra literaria
- (1884). L'Art Japonais. Paris: Typ. Georges Chamerot.
- (1890). Le Costume en France. Paris: Quantin; Librairies-Imprimeries Réunies.
- (1898). Paysages historiques – Ischia, Torcello, Kairouan, Tlemcen, Homs et Hama, les torrents du Haut-Liban. Paris: Calmann-Lévy, Éditeurs.
- (1899).  Gustave Moreau (1826-1898). Paris: Gazette des Beaux-Arts [ed. de 1900].

### Antologías
- Tiercelin, Louis; Ropartz, J.-Guy (1889). Le Parnasse Breton Contemporain. Paris; Rennes: Alphonse Lemerre, Éditeur; HTHE Caillière, Éditeur. pp. 242-243 [contiene los sonetos A la Douce Lune y A un Barde.

### Ediciones póstumas
- (1901). Rêves d'Artiste. Paris: Calmann-Lévy, Éditeurs.

## Galería
Junto al retrato que aparece en su obra Rêves d'Artiste (Paris: Calmann-Lévy, Éditeurs; 1901), se conocen estos otros:
| Obra | Autor                     | Descripción iconográfica | Fecha   | Técnica y dimensiones                  | Localización y observaciones |
| ---- | ------------------------- | --- | ------- | -------------------------------------- | --- |
|      | Pierre Puvis de Chavannes | Estudio preparatorio del retrato de Ary Renan para un cuadro de Puvis de Chavannes representando al artista en su taller, rodeado de sus alumnos Paul Baudoüin, Émile Dezaunay, Marie-Auguste Flameng, Cornélis Ary Renan, Adolf Karol Sandoz, Daras, Clémansin du Maine y Frédéric Montenard | c. 1870 | Lápiz sobre papel beis, 21,5 x 21,4 cm | Museo del Louvre, París Francia |
|      | Pierre Puvis de Chavannes | | c. 1870 |                                        | Inscripción en el ángulo inferior derecho: "Puvis de Chavannes"                                                                             |
|      | Desconocido               | | 1879    | Esmalte sobre cuero, Ø 9 cm            | Museo de la Vida Romántica, París Francia N.º de inventario: CSR OB 17 Inscripción en el borde del medallón: "A mon ami JR Ary Renan. 1879" |

## Hemerografía
- Gille, Philippe (25 dic. 1899). «LA VIE LITTÉRAIRE – Les Livres d'Etrennes». Le Figaro (359): 5.
- [Sin indicación del autor] (5 ago. 1900). «A Travers Paris». Le Figaro (217): 1.
- COMTESSE DE TRAMAR (6 ago. 1900). «Deuils». Gil Blas (7567): s/p.
- André Michel (6 ago. 1900). «ARY RENAN». Journal des débats politiques et littéraires (216): 2.
- [Sin indicación del autor] (6 ago. 1900). «MORT D'ARY RENAN». La Justice (7469): 2.
- [Sin indicación del autor] (6 ago. 1900). «ARY RENAN». L'Aurore (1022): 1.
- Alexandre, Arsène (6 ago. 1900). «Ary RENAN». Le Figaro (218): 5.
- [Sin indicación del autor] (6 ago. 1900). «Deuils». Le Journal (2867): 2.
- [Sin indicación del autor] (6 ago. 1900). «DEUIL». Le Matin: derniers télégrammes de la nuit (6007): 5.
- [Sin indicación del autor] (6 ago. 1900). «NOUVELLES DIVERSES». Le Petit Journal (13 737): 2.
- [Sin indicación del autor] (6 ago. 1900). «ÉCHOS ET NOUVELLES». Le Petit Parisien: journal quotidien du soir (8683): s/p.
- [Sin indicación del autor] (6 ago. 1900). «NÉCROLOGIE – Ary Renan». Le Temps (14 302): s/p.
- [Sin indicación del autor] (6 ago. 1900). «Le fils de Renan». L'Ouest-Éclair: journal quotidien d'informations, politique, littéraire, commercial (365): 1.

Fuente: BnF Gallica